# نورمان تيت
نورمان تيت (بالإنجليزية: Norman Tate) هو منافس ألعاب قوى أمريكي، ولد في 2 يناير 1942.

## وصلات خارجية
- نورمان تيت على موقع أوليمبيديا (الإنجليزية)